# Google The Thinking Factory
Google: The Thinking Factory é um filme documentário sobre o Google Inc., escrito e dirigido por Gilles Cayatte em 2008.